# Château d'Aon (Hontanx)
Pour les articles homonymes, voir Château d'Aon.
Le château d'Aon est une maison forte du XIIIe siècle située sur la commune d'Hontanx, dans le département français des Landes. Il est bâti sur une motte castrale, déjà occupée par l'ancienne église Saint-Blaise, datant du XIe ou XIIe siècle, et qui deviendra sa chapelle.

## Historique
Un premier château en bois est édifié sur la motte castrale au XIe siècle. Il est remplacé au XIIIe siècle par une maison forte en briques à deux étages. Sa fonction défensive devenant moins prégnante avec le temps, l'édifice se voit adjoindre au XVIIe siècle une aile moins élevée offrant au seigneur un logis plus confortable.
Le château accueille Édouard Ier, roi d'Angleterre et duc d'Aquitaine, en 1287.

## Protection
Les façades et toitures du château et de sa chapelle castrale Saint-Blaise, incluant les vestiges de décors peints qu'il contiennent, ainsi que le sol et le sous-sol de la motte castrale, font l’objet d'une inscription  au titre des monuments historiques par arrêté du 29 février 1988 ; Cette inscription est remplacée par un arrêté du 19 septembre 2019 portant sur la totalité du domaine (château, logis, chapelle, motte)

## Galerie

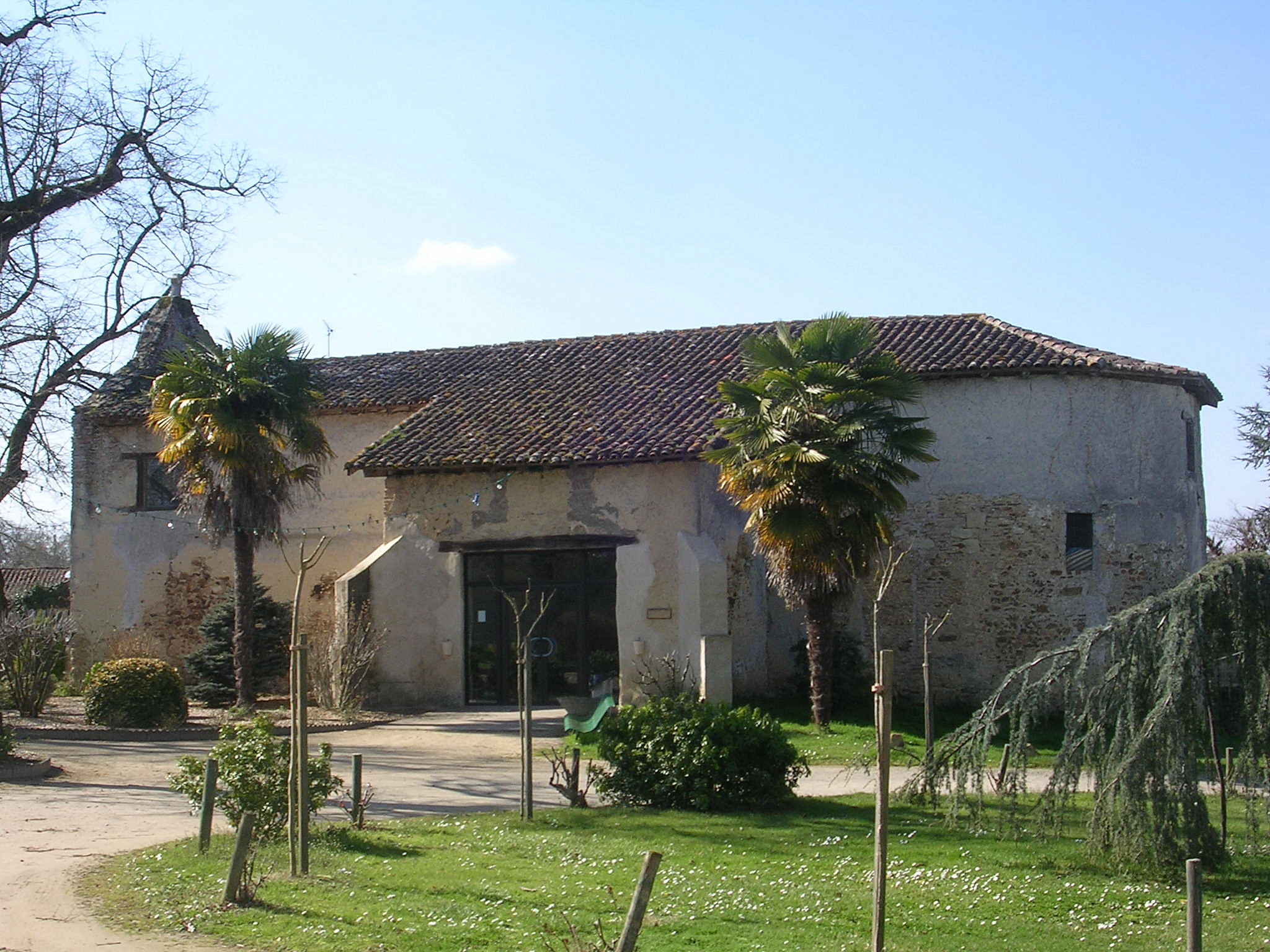
Ancienne église Saint-Blaise.